# Cosimo Alessandro Collini
Cosimo Alessandro Collini (Firenze, 14 ottobre 1727 – Mannheim, 21 marzo 1806) è stato uno scienziato, filosofo e naturalista italiano.

## Biografia

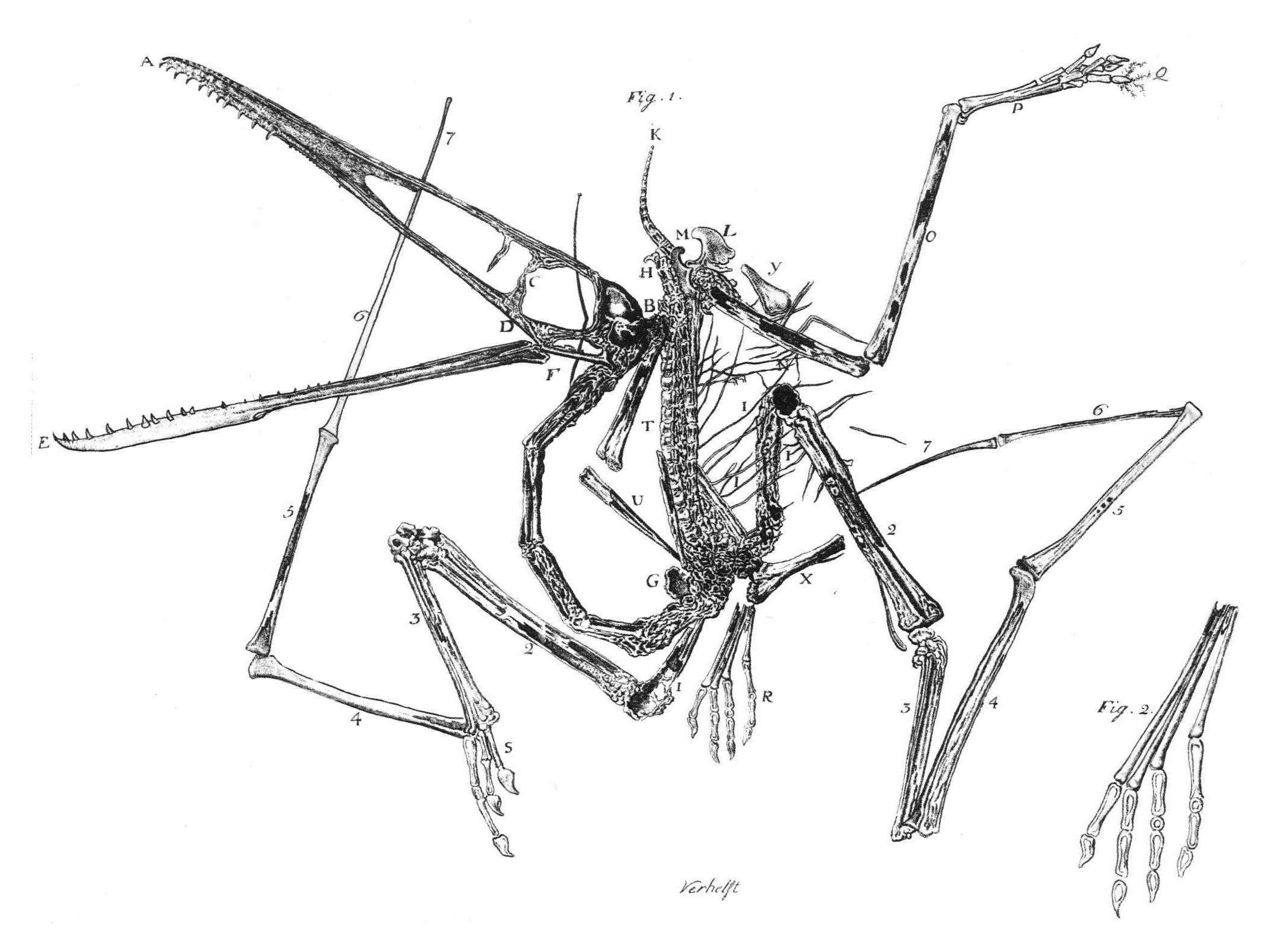
Lo Pterodactylus descritto da Collini

Cosimo Alessandro Collini era discendente di una nobile famiglia fiorentina. Abbandonò gli studi di giurisprudenza all'università di Pisa, e dopo la morte del padre si trasferì prima a Coira e poi a Berlino, dove conobbe Voltaire e divenne suo segretario, dal 1751 al 1756 . Dopo la rottura tra Voltaire e Federico il Grande, Collini si trasferì a Francoforte sul Meno  e qui fu invitato dal Principe elettore Carlo Teodoro di Baviera per rispondere agli eventuali scontri visti tra il Voltaire e il Principe. Collini venne descritto come un uomo scontroso, spesso in litigio con la nipote del filosofo, Madame Denis. Dopo la rottura con Voltaire, Collini venne accusato di furto di un manoscritto del filosofo francese dopo una perquisizione della stanza privata; si trattava di un libro (intitolato "Mon séjour auprès de Voltaire"), che raccontava della vita di Voltaire trascorsa con Collini, il quale venne poi pubblicato nel 1807 . I rapporti tra i Voltaire migliorarono, dopo il licenziamento.
In seguito, Collini venne nominato direttore del Gabinetto di storia naturale di Mannheim ("Naturalienkabinetts") . A Collini si deve la descrizione iniziale dello Pterodactylus, un rettile volante, o pterosauro, vissuto nel Giurassico superiore, circa 145 milioni di anni fa, il cui fossile fu rinvenuto ad Eichstätt nel 1780. La descrizione del rettile fu poi completata con maggiore accuratezza da Georges Cuvier, 17 anni dopo.
Negli ultimi anni, Collini denunciò ampiamente il fanatismo durante le Guerre rivoluzionarie francesi in Europa e nel 1799 difese tutti i reperti del Gabinetto dalle distruzioni, reperti che furono poi trasferiti, quattro anni dopo, a Monaco di Baviera.
Morì a Mannheim il 21 marzo 1806.